# جنوب شرق وولفرهامبتون (دائرة انتخابية في المملكة المتحدة)
جنوب شرق وولفرهامبتون (بالإنجليزية: Wolverhampton South East)‏ هي إحدى الدوائر الانتخابية في المملكة المتحدة الممثلة في مجلس العموم في برلمان المملكة المتحدة.
عضو البرلمان الذي يمثلها حالياً هو :Mr Pat McFadden (Lab).